# ミゾレフグ

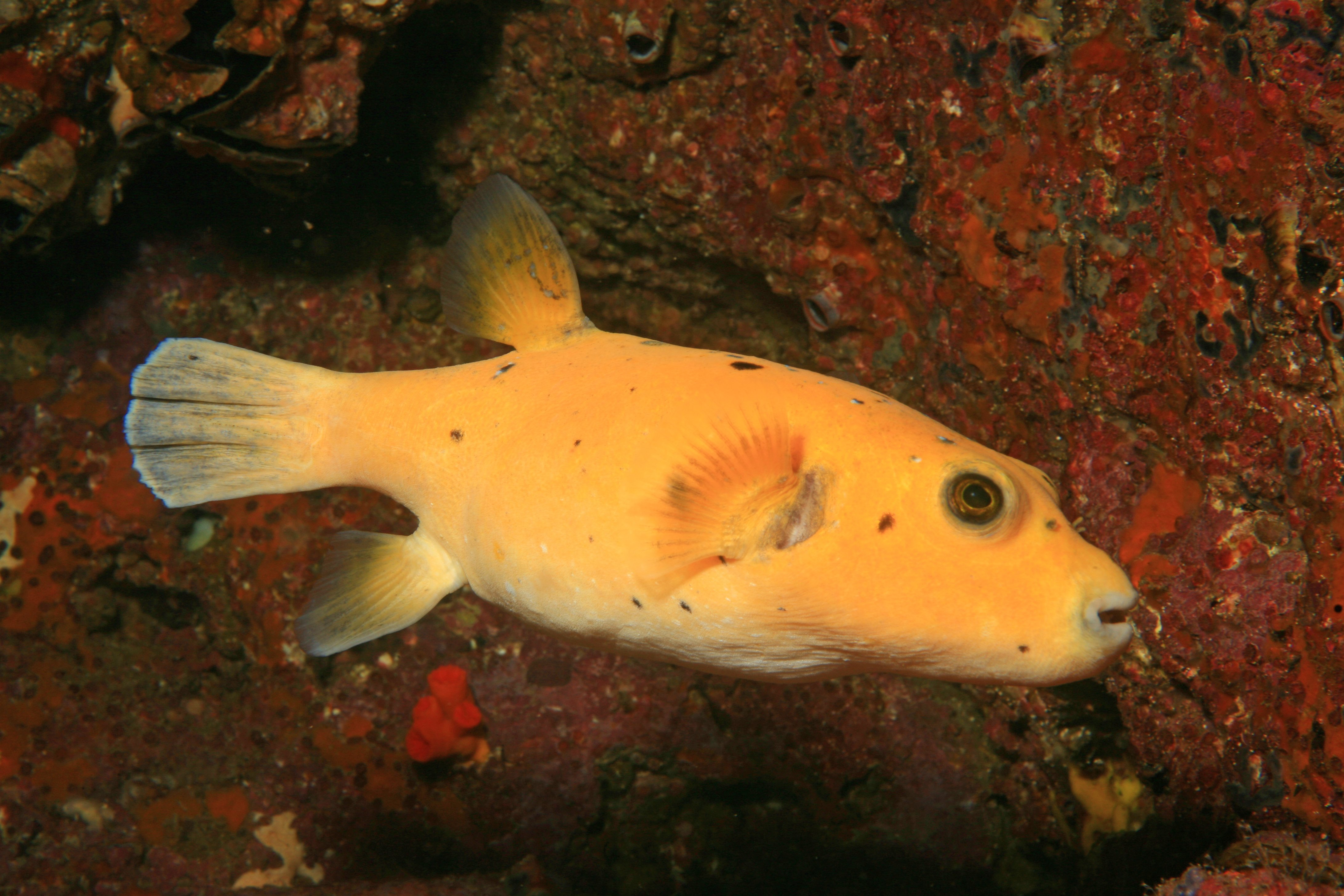
黄色の個体

ミゾレフグ（霙河豚、学名: Arothron meleagris）は、フグ科に分類される魚類の一種。インド太平洋と東太平洋に分布し、観賞魚として取引されることもある。全長は最大50 cm。多数の白い斑点がある体色の黒い個体、黒い斑点のある明るい黄色の個体がいる。頭部は大きく、吻は短く鈍く、口には一対の大きな歯がある。背鰭と臀鰭は対称的で、体の後方に位置する。尾柄は長く、比較的高さがあり、尾鰭は丸い。からだは粗いやすりに似た小さな突起で覆われ、脅威を感じると水を吸い込んで膨らむ。

## 形態

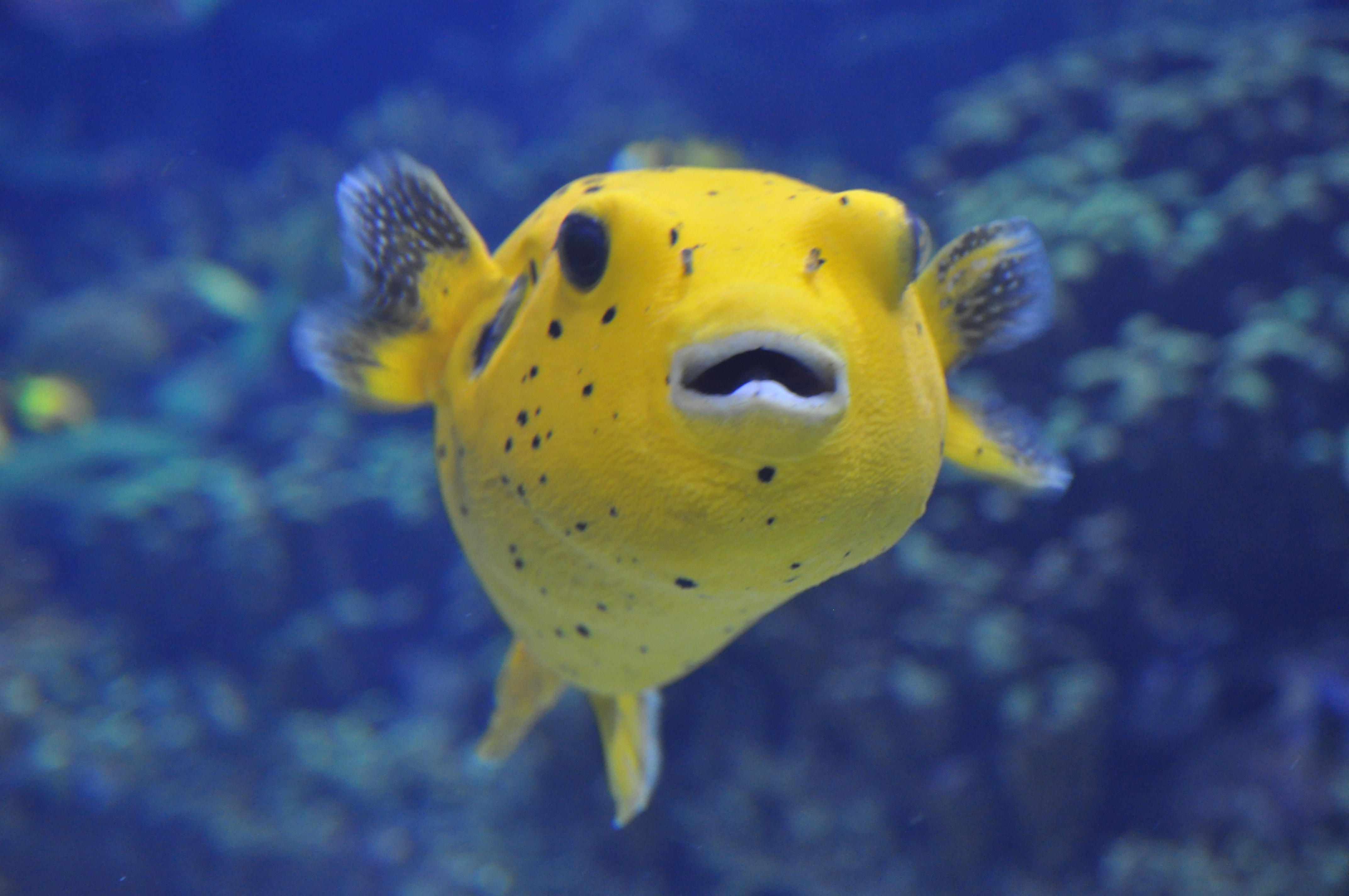
正面から見た様子

ミゾレフグの体色について行われた最も広範囲な研究は、1986年のJinxiangとTylerによるものである。この研究により、ミゾレフグには3つの体色があることが判明した。最も一般的な体色は暗色型で、体は暗褐色で全身に多くの白い斑点があり、まれに黒や暗褐色の斑点がある。背面の斑点は側面の斑点に比べて非常に小さく、この特徴はインド洋の個体に特に多く見られる。鰭は淡い暗褐色であり、白い斑点は体に見られるものとそれほど変わらない。胸びれの幅は個体差があり、胸鰭の下側基部半分が暗褐色の個体もいる。黄色型は体色が黄色で、黒い斑点がある。背鰭、胸鰭、臀鰭の先端は白っぽく、基部は黄色で、基部に向かうにつれて鰭条は薄茶色になる。尾鰭は黄色か、薄茶色がかった黄色で、鰓付近は薄茶色である。混合型は暗色型と黄色型が混ざったものである。背面の一部は茶色で、独特の白い斑点が散在しているが、側面、腹部、頭部は黄色で、いくつかの黒い斑点が散らばる。口、鰓、背鰭と尾鰭の底部には薄茶色の斑点があり、どちらも白い斑点で覆われる。胸鰭と臀鰭は黄色で、鰭条は薄茶色である。他にも頭部と体は明るい黄色で、鰭は茶色く、白い斑点が散在している個体もいる。約124の個体を調べたところ、79％が暗色型、11％が混合型、10％が黄色型であった。すなわち、暗色型が最も個体数が多く、黄色型が最も稀であると推測できる。
他にも珍しい色彩変異がある。Hector Reyes Bonilla と Arturo Hernandez-Velascoによる報告書では、メキシコのカリフォルニア湾南西部のCabo Pulma Reefで異常な個体が発見された。白い斑点が存在せず、黒紫色の地に白い線が入っていた。また目の周りには円形の黒い線があり、腹部は黒く、白い網目模様があった。体後部には白い線があり、背鰭と臀鰭は黄色い地に黒い縞が入っていた。
フグ科全体の特徴として非常に小さな棘状突起で覆われた丈夫な皮膚、正中線で区切られた嘴のような歯板、胸鰭基部の前方にある切れ込みのような鰓孔がある。顎の骨は変形して癒合し、嘴のような構造を形成しており、縫合線により明確に歯が分割されている。これはフグ科の学名の由来である「Tetraodon (四つの歯)」を表す。肝臓、生殖腺、皮膚にテトロドトキシンやサキシトキシンなどの毒素を生成して蓄える。毒力は季節や場所によって異なる。ミゾレフグのゲノムは、フグ科の中で一番小さい。
ミゾレフグは遊泳速度が遅いため、変形した鱗、水や空気による膨張、テトロドトキシンなどの防御手段に頼っている。水を胃に急速に飲み込むことで、弾力性のある皮膚が伸びて小さな棘が隆起する。その結果、静止時の体積の3 - 4倍に膨らみ、捕食を避けることができる。また棘は捕食率を下げ、ミゾレフグを捕食者から守る。彼らの持つテトロドトキシンは、神経細胞と筋肉細胞の活動電位を阻害し、呼吸器系を含む筋肉を急速に麻痺・衰弱させ、呼吸停止や死に至らしめる致命的な毒である。この毒素は、フグの肝臓と卵巣に蓄積する。テトロドトキシンは、フグが摂取して生体内に蓄積する共生細菌によって生成される。テトロドトキシンを含む種は、毒素に耐性がある。

## 生息地と個体数
個体数は豊富で、インド洋から東太平洋のサンゴ礁に生息し、東太平洋の岩礁ではあまり一般的ではない。コスタリカでは1987年から2002年にかけて個体数が大幅に増加したが、生息地の破壊により減少している可能性がある。観賞魚として高値で取引されるため、飼育目的の捕獲により個体数が減少する懸念もある。
サンゴ礁はミゾレフグに食料と生息地を提供しており、サンゴ礁の破壊によりミゾレフグの個体数は減少している。2008年以降、世界中のサンゴ礁の15%が消失の危機に直面しており、これはサンゴの90%が回復不可能な状態にあることを意味する。
JinxiangとTylerの報告によると、ミゾレフグはケニアのモンバサ、コモロ諸島、アルダブラ環礁、セーシェル諸島、チャゴス諸島、ココス諸島、インドネシア、フィリピン、南シナ海、琉球諸島、グアム島、マーシャル諸島、ギルバート諸島、ハウランド島、フィジー、カロリン諸島、サモア、ハワイ諸島、イースター島、クラリオン島、レビジャヒヘド諸島、クリッパートン島、ガラパゴス諸島、ゴルゴナ島、パナマの、コロンビアのソラノ湾、エクアドルのラプラタ島で発見されている。台湾や南シナ海沿岸にも生息している。日本では小笠原諸島でも見られる。さらに、メキシコのグアイマスからエクアドルにかけても見られる。クリスマス島を除いて東インド諸島では見られない。島嶼部にも大量に生息しており、水深3 - 24 mで見られる。
観賞用として比較的高く取引される。現在も非常に一般的な種であり、個体数も安定しているためIUCNのレッドリストでは低危険種とされる。

## 生態
サザナミフグに似ており、孤独なフグとして知られている。ミゾレフグは昼行性であり、通常夜間に休息し、日中はサンゴ礁の棚や割れ目、岩やサンゴの間を泳いでいるのがよく見られる。体を膨らませて大きくなることで捕食者を追い払い、食べられるリスクを減らす。
背鰭と臀鰭を同時に動かし、推進力を得る。一定の速度で前方に泳ぐ場合、体の長軸は水平面から3 - 10度の角度で上向きに傾く。特定の入射角は一定のままで、移動速度に関係なく増加も減少もしなかった。ミゾレフグの体は動いていないときは長楕円体のような形だが、遊泳速度が上がると変形し始める。変化する場所は前腹面の輪郭であることが多い。体の形は、浮いているときや低速で静止しているときの形状に似ている。遊泳速度が増すと、前腹部が圧縮され、胸鰭腹側の尖った先端が現れる。この種の体の変化と速度の関係について、Gordon, Plaut, & Kimは「2.0 - 2.5 BL -1で、フグは口を大きく開け、前方に突き出た鋭く広い切歯を露出させた」と述べている。
主にサンゴや無脊椎動物（ホヤ、サンゴモ、海綿、ウニなど）を捕食するが、サンゴ礁内のサンゴの数によっても食性は異なる。一部の地域では豊富にあるサンゴを食べるが、他の地域では食性の好みがあり、珍しいサンゴのみを食べることもある。
サンゴ礁はこの種の成長に大きく貢献するため、最も一般的な餌の一つである。餌の種類の入手可能性は食性に影響を与える可能性がある。獲物の全体的な個体数が変化すると、ミゾレフグによる捕食圧が増減する可能性があるためである。
1989年にGuzman, Hector M., and D. Ross Robertsonが行った研究では、フグの食性の変化は食物の入手可能性に依存することが示されている。一例として、カーニョ島におけるこの種の食性が挙げられる。この研究では、1985年にカーニョ島で発生した赤潮が、ハナヤサイサンゴ属に大きな影響を与え、その個体数は大幅に減少した。その結果フグは食性を変え、豊富に存在するがハナヤサイサンゴ属よりも質が劣るサンゴモを食べるようになった。その後、次に入手しやすいサンゴであるハマサンゴ属を強く好むようになった。サンゴに加え、いくつかの他の食物を食べた。カーニョ島ではサンゴが豊富にあるにもかかわらず、藻類が食事の主要な部分を占めていた。一方、ミゾレフグはウバ礁とセカス礁ではほとんど藻類を食べず、代わりにサンゴを食べることを好む。パナマとココ島では豊富なものを食べていたが、カーニョ島では好みのものを選んで食べていた。このように、ミゾレフグの摂食習慣は、場所や食物の入手可能性などの多くの要因に依存し、その変異は大きい。

## 飼育
観賞用に取引されており、1967年から2003年の間に州全体で3,813匹が輸出され、総額は8,069.7百ドルに上った。199.95ドルから399.99ドルで購入することもできる。黄色型は特に人気があり、価格は500ドルに達する。2007年には、黄金色のミゾレフグがスリランカ沖のインド洋で捕獲され、日本で展示された。

## サンゴとの関係
ゴルゴナ島などのいくつかの地域や島で大量のサンゴを食べることが知られている。Guzman and Lopezが実施した研究では、ミゾレフグが摂食習慣を調整すれば、カノ島に生息するハナヤサイサンゴ属などの特定のサンゴを回復できる可能性がある。一方、ミゾレフグが希少なサンゴを食べ続けると、いくつかの東太平洋のサンゴ礁の回復を妨げる可能性がある。幸いなことに、このような状況にはならない可能性が大きい。ゴルゴナ島ではミゾレフグが特定の種のサンゴが密集した場所で食事を行うという習性をもつため、希少なサンゴが食べられることは無いとされた。その結果、サンゴ礁の下部に生息するハナヤサイサンゴ属やアミメサンゴ属などの特定のサンゴを食べることで、サンゴ礁の回復に役立つ可能性がある。サンゴ礁のこのような回復は断片化と分散によるものだと指摘されている。